# П'ятихатки (Чистякове)
П'ятихатки (Максимова Балка) — місцевість на півдні м. Чистякового Донецької області. Розташована на березі р. Севастянівки.

## Історія
Селище П'ятихатки засноване на початку ХХ століття як частина Мануйлівської сільської ради.
Рішенням бюро Сталінського Обкому КП(б)У від 11 червня 1941 року робітниче селище «П'ятихатки» передане в підпорядкування Чистяковської міської ради.